# Acolasis thetis
Coenipeta thetis là một loài bướm đêm trong họ Erebidae.